# Yên Nhân, Ý Yên
Yên Nhân là một xã ở miền nam huyện Ý Yên, tỉnh Nam Định.
Diện tích tự nhiên là 7,82 km², dân số năm 2019 là 11.635 người, mật độ dân số đạt 1.488 người/km². Phía bắc giáp xã Yên Cường, phía đông giáp quốc lộ 37B và xã Yên Lộc, phía tây giáp xã Yên Đồng. Sông Đào chảy qua phía đông nam của xã là phân giới tự nhiên giữa huyện Ý Yên và huyện Nghĩa Hưng, phía tây nam là sông Đáy phân giới giữa huyện Ý Yên và huyện Yên Khánh (Ninh Bình). Sông Đào và sông Đáy hợp lưu tạo thành ngã ba Đốc Bộ, đổ ra biển Đông.
Nhìn trên bản đồ, Yên Nhân như một chiếc thuyền rồng ngự trên sông Đào sông Đáy tạo nên một địa thế đẹp, rất thuận lợi cho giao thông thủy bộ. Từ ngã ba Độc Bộ ngay phía trước trung tâm xã có thể đi tàu thủy xuôi Kim Sơn Phát Diệm ra biển, hay ngược lên sông Hồng lên Hà Nội. Ở phía Đông xã có hai đường lớn đó là quốc lộ 37B nối với quốc lộ 10 và đường trục phát triển kinh tế biển Nam Định nối với cao tốc Bắc Nam về phía Tây Bắc, nối với cao tốc Ninh Bình - Hải Phòng - Quảng Ninh về phía Đông Nam, đây là những điều kiện rất thuận lợi để Yên Nhân giao lưu phát triển kinh tế.
Lich sử
Thuở xa xưa, Yên nhân là một vùng biển nông trải qua nhiều thế kỷ biển đã đưa phù sa vào bồi đắp tạo thành vùng đất sa bồi chân sóng. Từ những thế kỉ đầu của thiên niên kỷ thứ nhất, khu vực xã Yên Nhân có cửa biển Đại Nha ngày đêm sóng vỗ. Nhiều khi còn có những lớp sóng trào dữ dội nên người xưa gọi là cửa Đại ác hay Nha ác hải. Trên dải đất phù sa này, tổ tiên các dòng họ Lê, Trịnh, Trần, Đỗ, Dương, Phạm, Ngô, Nguyễn, Bùi, Vũ, Chu...từ các vùng kinh Bắc, Hải Dương, Thái Bình...về đây khai phá đất hoang sinh cơ lập nghiệp tạo nên những khu dân cư đông đúc.